# Julio Argentino Roca
Alejo Julio Argentino Roca Paz (17. července 1843, San Miguel de Tucumán – 19. října 1914, Buenos Aires) byl argentinský politik a voják. Byl dvakrát prezidentem Argentiny a to v letech 1880–1886, kdy byl 4. prezidentem Argentinské republiky a v letech 1898–1904, kdy byl 9. prezidentem země. Vzhledem k různé státní zřízení Argentiny v minulosti je považován za 9. a 14. prezidenta země. Před tím působil jako ministr války a námořnictva a ministr vnitra. Patří mezi nejvýznamnější argentinské politiky konce 19. století. Jako generál a později i prezident vedl vojenské operace proti původním obyvatelům na jihu současné Argentiny, díky čemuž se její území rozšířilo až na úplný jih Jižní Ameriky. Tyto vojenské operace však byly spojeny s častým porušováním lidských práv, násilným přesídlování a i systematickým vražděním původního obyvatelstva, které se nechtělo podrobit. Na druhé straně se díky získání a následnému osídlení tak velkého území v Patagonii stala později Argentina jedním z nejvýznamnějších zemědělských producentů a exportérů.

## Životopis

### Mládí, profesionální začátky a válka proti indiánům v Patagonii

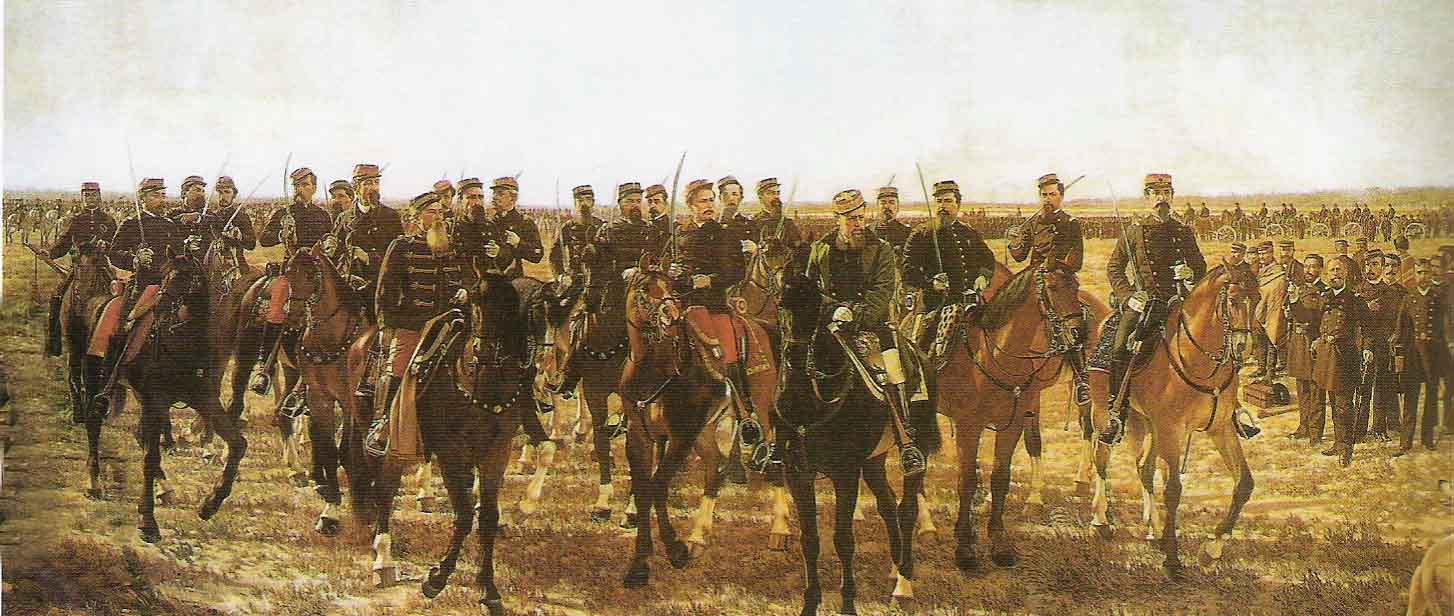
Malba zobrazuje obsazení území kolem řeky Río Negro armádou generála Rocy v roce 1879.

Narodil se ve městě San Miguel de Tucumán na severozápadě Argentiny do vojenské rodiny. Jeho otec Segundo Roca byl důstojníkem a bojoval ve válce za nezávislost Argentiny na straně bojovníků za nezávislost a později i v paraguayské válce na straně Argentiny. Studoval na Colegio del Uruguay, kterou jako svobodnou vzdělávací instituci provincie Entre Ríos založil guvernér provincie Justo José de Urquiza. Roca chtěl původně studovat medicínu, ale nakonec už v roce 1858 vstoupil do armády. Na straně Argentinské konfederace poté bojoval v občanské válce proti provincii Buenos Aires. Následně se v letech 1864 až 1870 zúčastnil paraguayské války, ve které padl jeho otec a dva bratři. Z této války se domů vrátil s hodností plukovníka. Byl jedním z velitelů posledních bojů proti federálním rebelům během občanské války, když se v roce 1871 podílel na porážce povstání Ricarda Lópeze Jordána. Roku 1873 byl povýšen do hodnosti generála.
V tomto období se území reálně ovládané argentinskou vládou již od poloviny 19. století posouvalo směrem na jih. Bylo to hlavně z důvodu příchodu množství nových evropských osadníků, kteří zakládali na volných územích své farmy. To vyvolalo první konflikty s místním původním obyvatelstvem, které přerostly v otevřený boj. Indiáni vytvářeli loupežné skupiny, které napadaly farmy, kde zabíjeli, znásilňovali, unášeli především ženy a rabovali. Vláda se proti tomu snažila zasáhnout, ale až do skončení paraguayská války v roce 1870 nemohla do oblasti vyslat větší vojsko, aby situaci vyřešilo. Právě na začátku 70. let 19. století se indiánské útoky vystupňovaly, na co již musela vláda reagovat. První vojenskou kampaň v roce 1876 vedl ministr války Adolfo Alsina, který rozšířil území až po okraj současné provincie Buenos Aires, přičemž již během této kampaně byly zabity tisíce původních obyvatel. Roca kritizoval Alsina postup jako obranný, ale po smrti Alsina na konci roku 1877 ho prezident Nicolás Avellaneda jmenoval už v lednu 1878 jako ministra války a námořnictva a pověřil ho velením nad bojovými akcemi na jihu proti indiánům. Alsina věřil, že indiáni mohou být začleněni do západní civilizace, čímž skončí jejich útoky, naopak Roca byl přesvědčen, že musí být absolutně poraženi a podrobeni silou. Parlament následně přijal zákon o rozšíření území státu až po řeky Río Negro (současná provincie Río Negro) a Neuquén (současná provincie Neuquén), kde se měli usídlovat evropští přistěhovalci na úkor původního obyvatelstva. Prezident Avellaneda sice nebyl přesvědčen o správnosti zdůvodnění rozšiřování území, ale vzhledem k hrozbě, že toto území obsadí sousední Chile s plánem generála Roca souhlasil. V říjnu 1878 bylo vytvořeno Guvernérství Patagonie s jurisdikcí až po Mys Horn. Toto tažení dostalo pojmenování Dobytí pouště. Roca s armádou zahájili novou ofenzívu a rychle postupovali, zajali přitom více než 4 000 indiánů, hlavně žen a dětí. Hlavní a největší útok začal v dubnu následujícího roku, kdy Roca se 6 000 vojáky u řeky Río Negro zabil více než 1 300 indiánských válečníků a podobný počet zajal. Zajato bylo i pět nejvýznamnějších indiánských náčelníků, z toho jeden byl zabit. Následně padlo do zajetí více než 10 000 indiánů, i žen a dětí. Kmeny, které vojenské tažení generála Roca přežily, byly přesunuty do nejodlehlejších částí Argentiny, 10 000 indiánů bylo v zajateckých táborech a dalších 3 000 bylo přesunuto do Buenos Aires, následně byli rozděleni podle pohlaví, aby se zabránilo jejich dalšímu rozmnožování. Nová území podle plánu obsadili farmáři a dobytkáři.

### První vláda

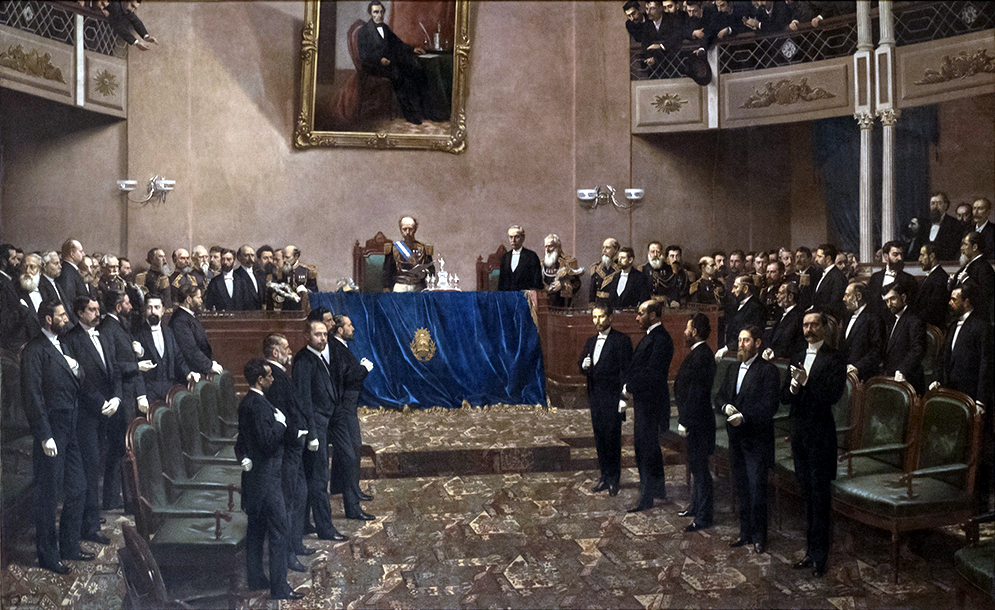
Prezident Roca zahajuje legislativní období roku 1886.

Vojenské vítězství přinesly Rocovi velkou popularitu a stal se nejvýznamnějším představitelem Národní autonomistické strany. Roca navrhli členové strany za nového kandidáta na prezidenta. Prezident Avellaneda se současně snažil o federalizaci Buenos Aires, tj. o oddělení města od provincie, což bylo přislíbeno už při vzniku novodobé republiky, ale stále to nebylo provedeno. S tím však nesouhlasili mnozí obyvatelé hlavního města, kteří se začali ozbrojovat a organizovat do milicí. V dubnu 1880 proběhly prezidentské volby, které jednoznačně vyhrál generál Julio Argentino Roca, nezvítězil jen v provinciích Buenos Aires a Corrientes. To vyvolalo v Buenos Aires nepokoje, kvůli kterým musel prezident dočasně přestěhovat vládu do nedaleké obce Belgrano. V polovině června vypuklo ozbrojené povstání, které do hlavního města přišla potlačit federální armáda, jenž nakonec v tomto uspěla. Na straně Buenos Aires zůstaly tisíce mrtvých a vzbouřenci byli přinuceni přijmout podmínky vlády. Výměnou za amnestii vzbouřenci uznali výsledky posledních prezidentských voleb a souhlasili s federalizací Buenos Aires. Dne 12. října 1880 předal prezident Avellaneda funkci svému nástupci generálovi Rocovi. Nástupem Roca do funkce prezidenta skončila tzv. Éra historických prezidentů a naopak začalo období konzervativní republiky. V době nástupu do úřadu měl Roca pouze 37 let a stal se tak druhým nejmladším prezidentem v historii země po svém předchůdci Avellanedovi, který měl v době nástupu do úřadu pouze o několik měsíců méně. Prioritami Roca ve funkci bylo udržení míru a stability, což mělo přinést prosperitu a svobodu. Aby prezident tuto stabilitu zajistil, rozděloval peníze ze státního rozpočtu do jednotlivých provincií podle loajality jejich guvernérů. Pokud některý z guvernérů nebyl dostatečně Loajální, nebo se prezidentovi jeho vláda nelíbila, dokázal ho různými způsoby odstranit z funkce, současně využíval k prosazení svých politických záměrů různé formy nekalých praktik. Na druhé straně prosadil přijetí několika nových zákonů, což bylo pro zemi velmi prospěšné.
Díky obsazení obrovských území na jihu se zvýšila zemědělská a chovatelská produkce, což velmi pomohlo ekonomice státu. Velký význam měla měnová reforma, která státu umožnila získat definitivní kontrolu nad měnovou politikou. Na konci roku 1884 vypukla krátká ekonomická krize, kterou vláda vyřešila získáním zahraničního úvěru. Za první vlády prezidenta Roca se nebývale rozšířila železniční sít, jejíž délka se skoro ztrojnásobila. Bývalý prezident Domingo Faustino Sarmiento přesvědčil Roca, aby se zaměřil i na oblast vzdělávání, což znamenalo přijetí nových vzdělávacích zákonů a budování dalších nových škol. To výrazně zvýšilo gramotnost obyvatelstva. Roca se také snažil dosáhnout oddělení církve od státu, povolil vyučování náboženství i na státních školách, což vyvolalo velký konflikt s církví a několikaleté přerušení vztahů se Svatým stolcem. Prezident pokračoval v rozšiřování území, když v roce 1884 došlo k vytvoření Národního území Chubut, přítomnost si Argentina upevňovala i na severu na území Chaco. V rámci zahraniční politiky se snažil o stanovení hranic se sousedním Chile, kdy využil hlavně skutečnost, že Chile bylo v konfliktu se sousední Bolívií a Peru. Aby se Chile vyhnulo boji na dvou frontách, uzavřelo s Argentinou dohodu. Hlavní snahou celé vlády však zůstávala velká podpora přistěhovalectví z Evropy. V roce 1886 se konaly nové volby, které vyhrál Rocův spojenec Miguel Juárez Celman.

### Politická kariéra po odchodu z funkce a druhá vláda

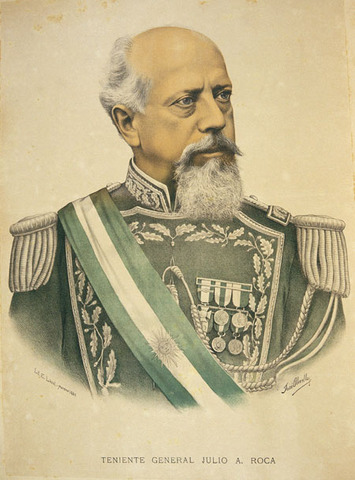
Julio Argentino Roca během svého druhého funkčního období.

Nový prezident se však již velmi brzy začal chovat poměrně autoritářsky. Zpočátku se mu celkem ekonomicky dařilo, ale roku 1890 již byla země ekonomicky ve velmi špatném stavu a kvůli tištění nových peněz začala inflace. Zahraniční dluh tím pádem rapidně vzrostl, zároveň se snížila míra exportu a snížily reálné mzdy. Vůči Celmanovi se tak postavila poměrně silná opozice složená z různých skupin. V čele opozice stáli politik Leandro Alem a bývalý prezident Bartolomé Mitre. Ten dokázal získat velkou podporu i ve vojsku a v červenci 1890 začala revoluce, zvaná také revoluce roku 90, nebo též revoluce z parku. Alem a Mitre však měli rozdílné zájmy. Zatímco Alem se snažil o skutečnou revoluci a změnu, Mitre se hlavně chtěl dostat zpět k moci. Alem tak vyšel proti prezidentovi sám se svou milicí a byl snadno poražen. Mitre se totiž ještě předtím dohodl s bývalým prezidentem Rocou, že Celmana vystřídá kompromisní kandidát Carlos Pellegrini s tím, že v dalších volbách podpoří Roca právě Mitreho. Celman tak bez podpory Rocy abdikoval a v srpnu 1890 se prezidentem stal skutečně tehdejší viceprezident Pellegrini. Nového prezidenta Roca plně podporoval a díky tomu se vládě podařilo prosadit důležité úsporná opatření, díky kterým Argentina překonala krizi. Prezidentovi Pellegrinimu se také podařilo vyjednat nové podmínky splácení zahraničního dluhu a reformovat bankovní systém. Pozitivní vliv měl i nárůst exportu zemědělských produktů. V roce 1891 se začal hledat nový prezident, nejvážnějšími kandidáty byli Roque Sáenz Peña a bývalý prezident Bartolomé Mitre. Ani jednoho však Roca ve funkci prezidenta nechtěl a tak přesvědčil Luise Sáenze Peñu, otce Roqueho Sáenze Peñy, aby přijal kandidaturu. Aby Roca zabránil i druhé části opozice získat moc, přesvědčil prezidenta Pellegriniho, aby nechal zatknout Leandra Alema a jeho spolupracovníky. Díky tomu volby jednoznačně vyhrál jeho kandidát Luis Sáenz Peña, který se v říjnu 1892 ujal funkce prezidenta. Peñu sice řídil Roca, ale i přesto se tento prezident ukázal jako velmi slabý. Roca se ho tedy rozhodl nahradit a v lednu 1895 ho vystřídal viceprezident José Evaristo Uriburu. Jednalo se o schopného člověka, neměl však větší osobní ambice a tak se Roca mohl věnovat kampani na své další znovuzvolení.
Roca vyhrál v roce 1898 volby a v říjnu se ujal podruhé funkce prezidenta. Volby však byly poznamenány mnohými podvody a pouze v provincii Buenos Aires se podařilo podvodům zabránit a tím pádem tam vyhrál vůdce opozice Bernardo de Irigoyen. Druhá Rocova vláda se opět zaměřila na budování školství, tentokrát odborného technického. Kvůli posílení profesionalizování armády nechala vláda otevřít novou vojenskou akademii. Došlo také k zavedení povinné vojenské služby. V září 1904 prezident Roca prosadil zákon zavádějící důchod pro úředníky. Roca následně procestoval celou zemí, dostal se až na úplný jih a přešel na chilské území, kde se ve městě Punta Arenas setkal s chilským prezidentem Federicem Errázuriz Echaurrenem, aby spolu vyřešili územní spory obou zemí. V roce 1901 Roca nechal obnovit vztahy se Svatým stolcem. O rok později se dohodl s Chile na omezení vzájemného zbrojení a současně se oba státy dohodly na tom, že jejich budoucí územní spory bude řešit britská arbitráž. Ekonomicky se Argentině také dařilo, hlavně díky zvyšování cen zemědělských produktů na světových trzích. Ale snaha vlády o restrukturalizaci zahraničního dluhu vyvolala velké celonárodní protesty, vláda vyhlásila výjimečný stav a své snahy v rámci zahraničního dluhu zastavila. To oslabilo prezidentovu pozici a rozdělilo jeho stranu na dvě frakce. Pro vládu však bylo znepokojující, že chudina a dělnická třída začali podporovat radikálnější levicové strany včetně anarchistů. Hlavní opoziční strana se dokonce od roku 1898 na protest vůči manipulování voleb vůbec neúčastnila. V zemi tak vznikl tlak na politické změny, kterým se však Roca velmi bránil, což oslabilo jeho pozici uvnitř jeho vlastní strany. V roce 1904 se tak prezidentem stal kompromisní kandidát obou frakci Národní autonomistické strany Manuel Quintana.

### Poslední období
Po odchodu z funkce Roca odešel na svůj venkovský statek do provincie Córdoba. Vliv na chod státu tak posilovali jeho odpůrci, kterým se podařilo zastavit všechny Rocovy pokusy o prosazení jeho spojenců na nějaký post. Roca se později vrátil do Buenos Aires, ale už nedosáhl žádného významnějšího politického vlivu. Zemřel 19. října 1914 v Buenos Aires, kde je i pohřben.